# Хроника польская, литовская, жмудская и всей Руси
«Хроника польская, литовская, жмудская и всей Руси» (пол. «Kronika Polska, Litewska, Żmudzka i wszystkiej Rusi») — памятник польской историографии XVI века, наиболее известная работа Матея Стрыйковского, созданная в 1570-е годы. Впервые опубликована на польском языке в Королевце (ныне Калининград) в 1582 году, состояла из 25 книг с разделением на главы (по мнению В. А. Белозоровича была издана на латинском языке, что противоречит фактам). Это первая печатная история Великого княжества Литовского.

## Описание
Хроника посвящена королю Стефану Баторию, виленскому епископу Радзивиллу, а также детям Юрия Олельковича-Слуцкого. Произведение состоит из пяти частей: рифмованной автобиографии Стрыйковского, предисловия с обращением к шляхте, самой Хроники (25 книг, разделённых на главы), списка опечаток, а также реестра собственных имён.
«Хроника…» выделяется шириной охвата событий (от библейских времён до 1580 года включительно). Стрыйковский предстаёт в хронике не в качестве средневекового компилятора, а в качестве исследователя, широко используя исторические источники. В частности, он опирается на труды античных историков Геродота, Тита Ливия, Клавдия Птолемея, Страбона, польских хронистов Яна Длугоша, Матвея Меховского, Мартина Кромера, Марцина Бельского, хрониста Тевтонского ордена Петра из Дусбурга, «Повести временных лет», белорусско-литовских летописей и других документов из архивов своих покровителей — магнатов Ходкевичей и Олельковичей.

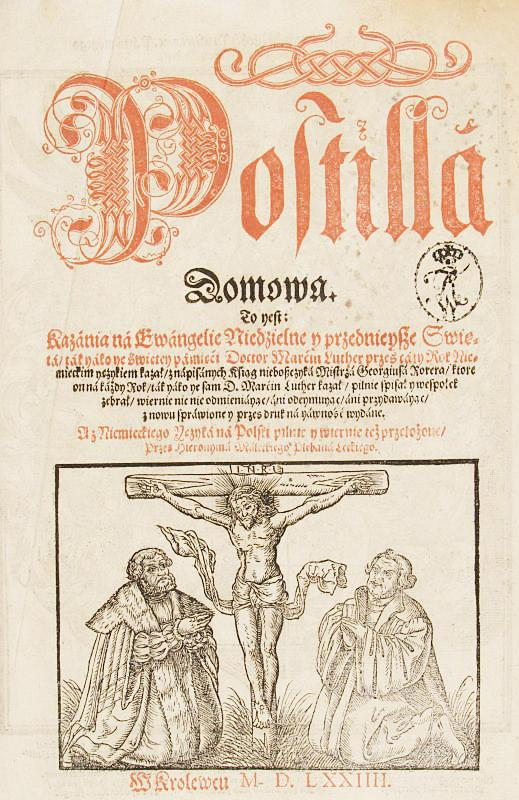
Лист Хроники

Стрыйковский описывает политическую историю Польши, Великого княжества Литовского и Руси, затрагивает проблемы этногенеза славян, утверждая о единстве их происхождения, высоко оценивает историческое прошлое восточнославянских народов и литовцев.
Стрыйковский достаточно подробно раскрывает историю Великого княжества Литовского от Палемона до Стефана Батория, преимущественно по «Хронике Великого Княжества Литовского и Жомойтского» и Хронике Быховца, которые были известны автору в 15 списках и использованы им добросовестно, но не критично. В хронике имеется значительное количество неточностей и отсебятины, некоторые сведения, изложенные в ней, явно фантастические.
Автор стремился объединить два исторических мифа шляхты Речи Посполитой: польский «сарматский» (о происхождении шляхты от сарматов) и литовский «римский» (о прибытии жемайтской знати из Рима). Совмещение произошло следующим образом: по мнению автора, группа знати, которая прибыла из Рима, встретилась с местным сарматским населением и была им ассимилирована.
Характеризуя великих князей литовских, Стрыйковский не согласился с польскими хронистами о «низком» происхождении Гедимина (конюх Витеня). Также он утверждал, что у Ольгерда были две жены: витебская княжна Мария и тверская Ульяна. Основательно подается анализ внешнеполитических акций Великого Княжества Литовского.
«Хроника…» содержит сведения по истории белорусской культуры, памятникам археологии, архитектуры, живописи Белоруссии эпохи Средневековья.
Характерная особенность памятника — наличие значительного количества стихотворных вставок об отдельных событиях батальной тематики — в частности, о битвах с крымскими татарами под Клецком в 1506 году, с русскими войсками под Оршей в 1514 году, при Чашниках в 1564 году и других, а также авторские посвящения различным белорусско-литовским меценатам.
События в произведении освещены с общегосударственных и шляхетских позиций. С. А. Подокшин и А. А. Семенчук считают хронику образцом дворянской истории, а Н. И. Ермолович называет Стрыйковского «сознательным фальсификатором истории» в пользу Мельхиора Гедройца. Произведение отличается «литовским» патриотизмом, поэтизацией и героизацией прошлого белорусского и литовского народов, а также династии Ягеллонов.
Своим компиляционным характером, особенностями изложения и жанровой формы «Хроника…» напоминает летописный свод, обработанный под беллетризованную историческую повесть. Она пользовалась большой популярностью и авторитетом в Белоруссии, на Украине и в Литве, была хорошо известна в России, где неоднократно переводилась.

## Влияние
Хроника послужила непосредственным источником для следующих трудов:
- «Хроники Польши» (пол. Kronika polska; 1597) М. Бельского;
- последней (1611) редакции «Хроники Европейской Сарматии» Александра Гваньини;
- «Палинодии» Захарии Копыстенского;
- «Синопсиса» Иннокентия Гизеля;
- исторических работ В. Н. Татищева и Т. Нарбута;
- произведений других польских, украинских, русских, литовских хронистов и историков[1];
- «Истории Литвы» Альберта Кояловича.

На западнорусский язык хроника была переведена в конце XVI — начале XVII века, став основой «Хроники литовской и жмойтской», 2-й и 3-й частей белорусско-украинского хронографа «Великая хроника».

## В культуре
- Эпиграфом из выдуманной «Хроники Белой Руси» Стрыйковского начинается роман «Христос приземлился в Гродно» Владимира Короткевича (1972)[6].

## Издания
- Kronika polska, litewska, zmodzka i wszystkiej Rusi Macieja Stryjkowskiego. — Krolewiec, 1582.
- Kronika polska, litewska, zmodzka i wszystkiej Rusi Macieja Stryjkowskiego. — Krolewiec, 1766.
- Kronika polska, litewska, zmodzka i wszystkiej Rusi Macieja Stryjkowskiego. — Warszawa: Nakł. G. L. Glücksberga, 1846. — T. 1. — 392 s.
- Kronika polska, litewska, zmodzka i wszystkiej Rusi Macieja Stryjkowskiego. — Warszawa: Nakł. G. L. Glücksberga, 1846. — T. 2. — 572 s.
- Стрийковський М. Літопис польський, литовський, жмудський і всієї Руси (укр.) / відп. ред. О. Купчинський. — Львів: Наукове товариство ім. Шевченка, 2011. — 1075 с. Архивировано 8 сентября 2023 года.